# Greenfield, Iowa
Greenfield är administrativ huvudort i Adair County i Iowa. Vid 2010 års folkräkning hade Greenfield 1 982 invånare.